# Kratovo
Kratovo (makedonski: Кратово) je pitoreskni gradić od 
10,288 stanovnika (2006.), sjedište je istoimene makedonske Općine Kratovo. Leži na zapadnim padinama Osogovske planine, na nadmorskoj visini od 600 metara. Ime je dobio jer je izgrađen u krateru ugaslog vulkana, po čijim se stranama amfiteatralno dižu kuće.

## Povijest
Već od antičkih vremena je središte rudarstva (zlato, bakar, srebro). Za rimske vladavine poznat je pod imenom Kratiskara, za vladavine Bizanta, postaje i važan trgovački i obrtnički centar(obrada metala) pod imenom Koritos ili Koriton. Već iz tog razdoblja postoje i jake trgovačke veze između Dubrovnika i Kratova. Dubrovčani su imali svoju stalnu koloniju u Kratovu sve do XIX stoljeća, kad joj se gubi trag. Za vladavine srednjovjekovne srpske države (XIII st.) u grad se doseljavaju Sasi (germansko pleme) koji obnavljaju rudnike. Eksploatacija ruda se nastavlja i pod otomanskom vlašću, sve do velikog Karpoševog ustanka(1689.) protiv otomanske vlasti, i austrijske vojne ofanzive(general Piccolomini). Tada su rudnik  i grad oštećeni u borbama (veliki dio rudara uzeo učešća u tom ustanku). Rudnici su obnovljeni tek početkom XIX st., tada je po austrijskom geologogu i putopiscu Ami Bouéu, koji je posjetio Kratovo 1836. grad je imao 56 000 stanovnika.
Prestankom eksploatacije ruda, grad je počeo stagnirati i stanovništvo mu se raselilo.

## Kultura
Kratovo je danas živi muzej sa svojim devetnastotoljetnim arhitekturom, brojnim kamenim mostovima (Tabačka rijeka, dijeli gradić na dva dijela) i kulama, kojih je u povijesti bilo 12 a danas ih je ostalo šest.

## Vanjske poveznice
- Kratovo  Arhivirana inačica izvorne stranice od 26. prosinca 2004. (Wayback Machine)
- Službene stranice općine Kratovo
- Welcome to Kratovo  Arhivirana inačica izvorne stranice od 16. travnja 2008. (Wayback Machine)